# بكسل معيب
البكسل المعيب أو البكسل الميت هو بكسل موجود على شاشة بلورية سائلة (LCD) لا يعمل بشكل صحيح.

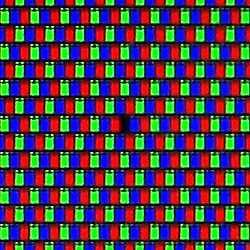

## الأنواع
نقطة داكنة
يحدث عندما تكون هناك طبقة ترانزستور عالقة في طبقة الالكترود، سيضع الترانزستور مادة الكريستال السائل بطريقة لا يمر بها أي ضوء إلى طبقة RGB الشاشة.

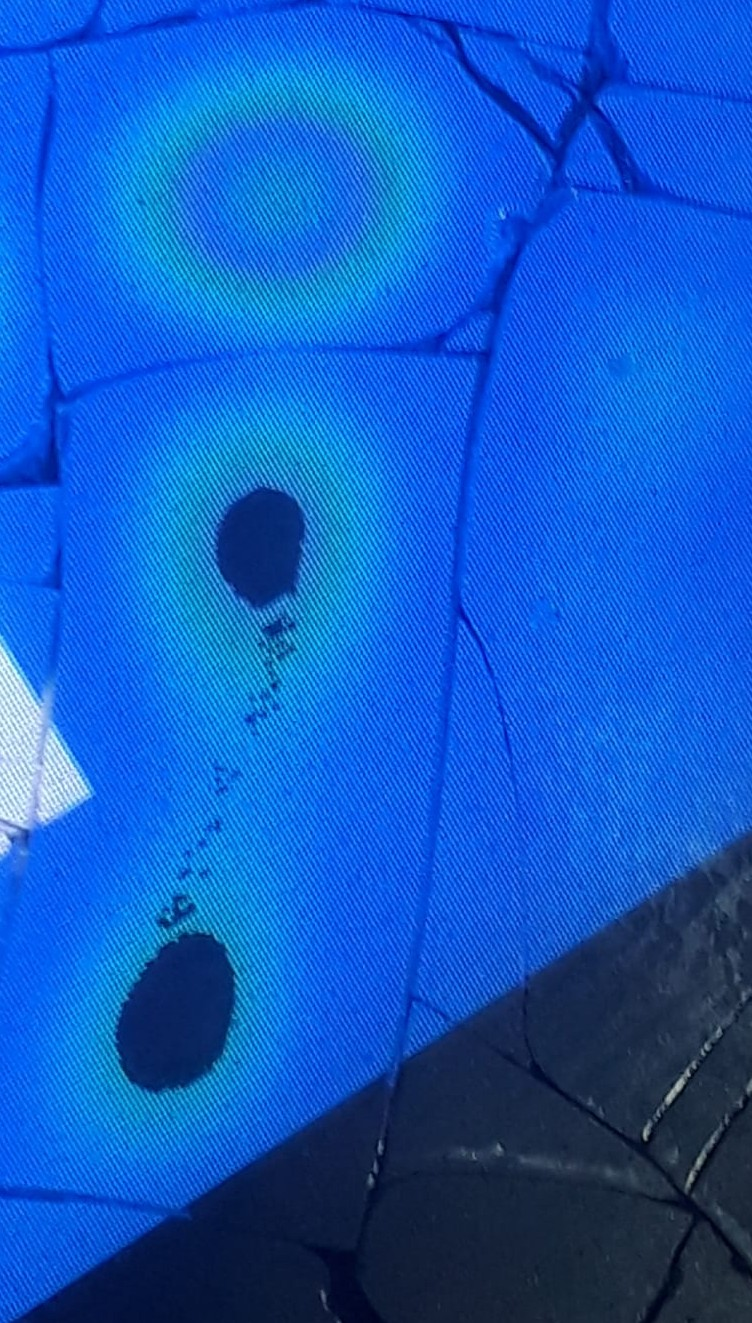
نقطة داكنة في شاشة هاتف

و هناك أيضا أنواع أخرى مثل النقطة الساطعة
يكون فيه جميع الترانزستوراتها متوقفة ويسمح للضوء المرور إلى طبقة RGB وينشأ فيه بكسل ابيض.

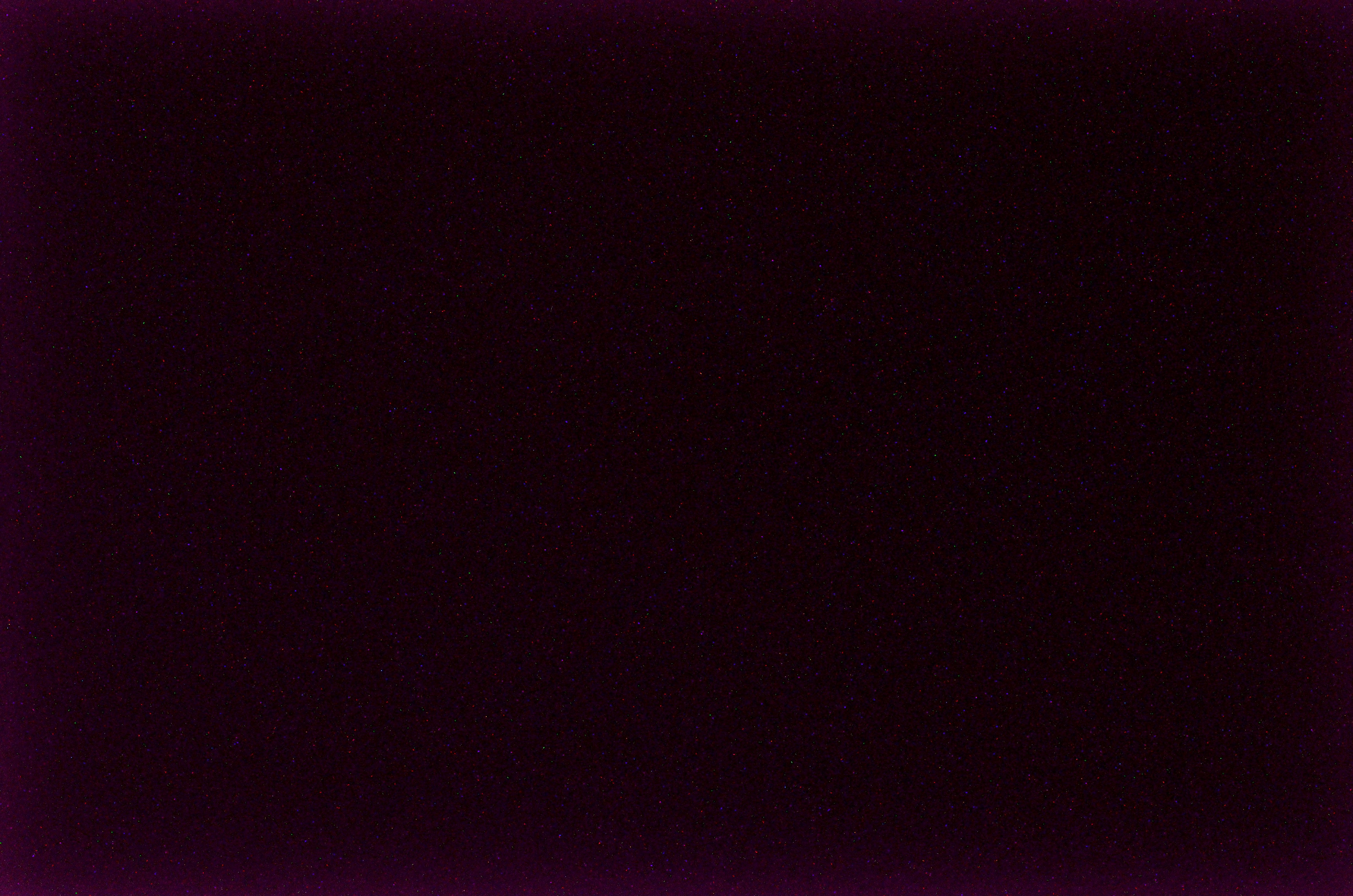
صورة فيها المئات من عيب النقطة الساطعة